# Tegla Kar
Le dzong de Tegla Kar (le fort du tigre couché) se situait sur une falaise au-dessus du Bourg de Burang (appelée aussi Taklakot) dans le comté de Purang. Il semble que le dzong de Tegla Kar ait été construit à l'époque de la dynastie Zhang Zhung.

## Histoire
Il semble que le dzong de Tegla Kar ait été construit à l'époque de la dynastie Zhang Zhung.
Elle fut conquise par l'empereur tibétain Songsten Gampo au cours du début du VIIe siècle, lors de l'expansion de l'Empire du Tibet.
Pendant l'ère de la fragmentation, il est devenu le fort principal du royaume de Purang-Gugé au Xe siècle sous le règne du roi Kori (ou Khore), un des deux fils de Tashigön, le roi du royaume de Gugé. Le royaume de Purang aurait disparu au XVe siècle. Après le déclin du royaume le dzong a été transformé en un couvent.
Le dzong de Tegla Kar, ainsi que le monastère de Simbiling situé à proximité, fut totalement détruit en 1967 par l'artillerie chinoise pendant la révolution culturelle.